# Ciro II di Persia
(Senofonte, Ciropedia, I, 1,1-3)
Ciro II di Persia, noto come Ciro il Grande (in persiano antico   Kūruš, AFI: [ˈkuːruʃ]; Anshan, 590 a.C. – Iassarte, 530 a.C.), è stato imperatore persiano e discendente di Ciro I di Persia, membro di quella stirpe dei Teispidi che da qualche tempo controllava la Perside.
Noto come il fondatore dell'impero persiano, Ciro succedette a suo padre Cambise I, liberò i Persiani dal dominio dei Medi e fu l'erede naturale delle grandi monarchie mediorientali. Non è però del tutto certa la sua discendenza da Achemene: Dario, secondo Winckler, imparentato con Ciro il Grande, durante il suo regno avrebbe comandato di falsificare tutte le iscrizioni di Pasargade per sancire il suo legame con il capostipite della dinastia achemenide.
Ciro II unificò sotto il suo regno le varie tribù iraniche, quindi conquistò Babilonia nel 539 a.C. senza combattere, ma con un'abile politica di propaganda; approfittò della particolare strategia politica del sovrano babilonese Nabonedo che al culto del dio Marduk preferì quello del dio lunare Sin (cosa mal vista dal popolo). Ciro II pensò di proclamarsi figlio di Marduk, così fece cacciare dal popolo il sovrano mesopotamico e fu accolto come salvatore. Nel 538 a.C. emise anche un editto che consentiva agli Ebrei deportati a Babilonia non solo di fare ritorno in patria, ma di ricostruire il tempio di Gerusalemme. Per questo motivo, è l'unico re non ebreo descritto come "messia" (משיח) dalla Bibbia.
Conquistò anche alcune regioni ai confini nordorientali della Persia, si assicurò il controllo della Siria e dell'area fenicio-palestinese estendendo i confini del suo regno, che mantenne integro attraverso una politica avveduta, fondata nel conferire libertà ai popoli sottomessi e nel rispetto delle loro usanze. Morì nel 530 a.C. combattendo contro i massageti guidati dalla regina Tomiri e fu sepolto nella sua ormai celebre tomba a Pasargade (non lontano da Persepoli); il suo successore fu il figlio Cambise II.
Ciro II è ricordato come grande comandante militare e sovrano illuminato, amante dell'arte e della cultura. È noto per avere attuato una politica libertaria e rispettato i costumi e le religioni delle terre conquistate. Creò un sistema di amministrazione centralizzato a Pasargade, mentre i satrapi governavano le province dell'impero, il che funzionava in modo molto efficace e redditizio sia per i governanti che per i sudditi.

## La giovinezza
Sua madre fu Mandane, figlia di Astiage, il quale avrebbe poi tentato di uccidere Ciro stesso in quanto informato da una visione che suo nipote gli avrebbe usurpato il trono. Affidato Astiage questo incarico al fidato Arpago, questi non volle incaricarsene e lo delegò con l'inganno al bovaro Metradate, che, informato dell'identità del neonato, si rifiutò di ucciderlo, portandolo prima a casa propria e sostituendolo con il figlio morto partorito poco prima da sua moglie. Ciò fatto, Arpago mandò delle guardie affinché verificassero l'infanticidio fosse stato portato a termine, mentre Ciro fu allevato da Metradate. Dato che a causa di un gioco Ciro, nominato capo dei giovani del villaggio, si era messo in contrasto con il figlio di Artembare, dignitario persiano, venne condotto di fronte al re Astiage, che però osservò delle somiglianze tra la propria fisionomia e quella del fanciullo. Astiage, comprendendo che l'omicidio di suo nipote non era stato compiuto per via del racconto di Metradate, convocò Arpago, ma affermò che non avrebbe ucciso il ragazzo. Subito dopo, si fece mandare il figlio di Arpago, lo uccise e ne fece mangiare di nascosto le carni al padre durante un banchetto: solo mani, testa e piedi furono sepolti. Considerato che formalmente Ciro era già stato re, Astiage, mal consigliato dai Magi inviò Ciro dai suoi genitori naturali, immaginando non costituisse più per lui un potenziale pericolo: dato che la moglie del pastore si chiamava Kyno i genitori di Ciro sparsero la voce che loro figlio, abbandonato, fosse stato allevato da una cagna.

## I primi anni di regno

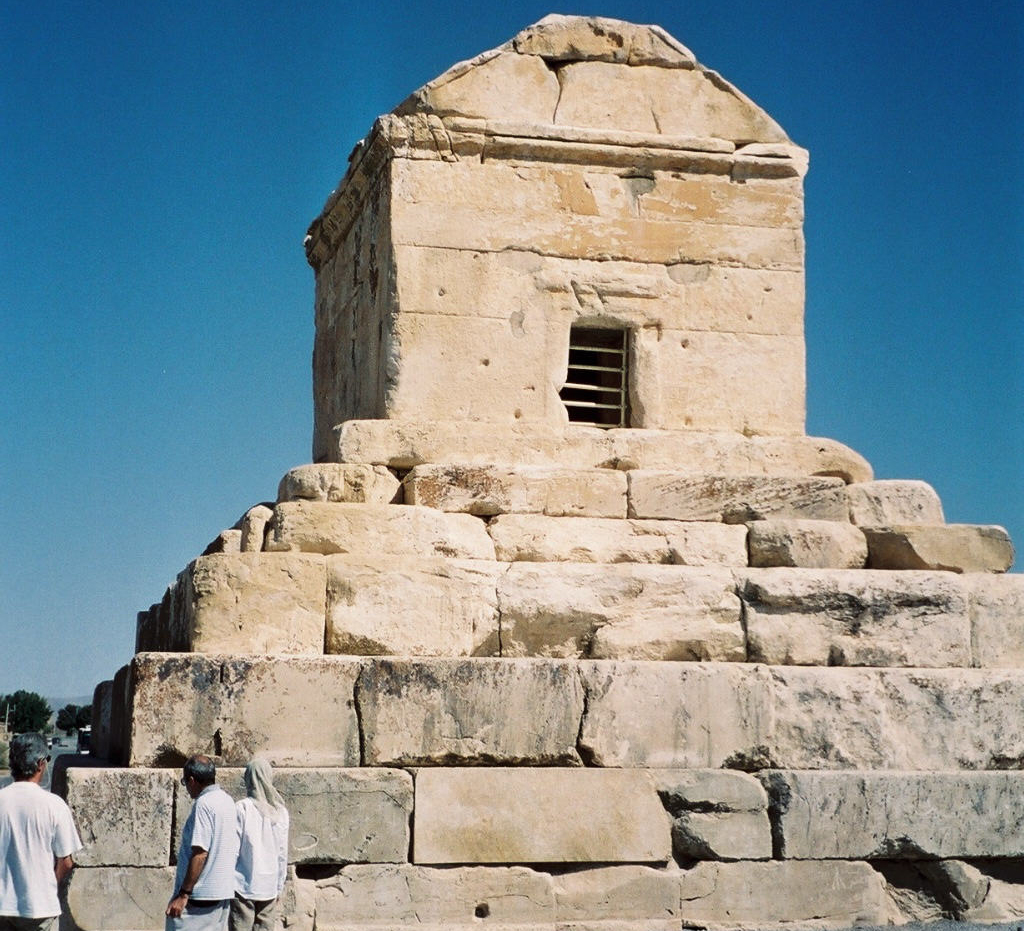
La tomba di Ciro a Pasargade

Nel 559, alla morte di Cambise I, Ciro diventò Gran Re, nonostante fosse ancora un vassallo dei Medi. Ciro era re di Anšan, ove si conservavano le antiche tradizioni militari che i Medi andavano perdendo. Appena salito al trono, Ciro cercò di rafforzare il potere della sua famiglia sulle altre tribù persiane e per fare ciò si appoggiò al nuovo re di Babilonia, Nabonedo, che aveva intenzione di espandere a est il suo impero e abbattere i Medi. Con il passare del tempo, Nabonedo riuscì ad alimentare la rivolta di Ciro contro i Medi. Infatti ora che la lotta fra le tribù persiane si era quasi spenta, Ciro proiettava la sua ombra sui Medi di Astiage, che non potevano più contare su un esercito forte. In più tutte le popolazioni locali non erano solidamente legate al re dei re di Media, che aveva grandi difficoltà a governare l'impero. Astiage, figlio di Ciassare non godeva del carisma paterno e neppure della sua visione diplomatica. Il vecchio re dei Medi, infatti, era stato promotore, da quanto si legge nel testo di Erodoto, di un sistema di "bilanciamento di poteri" ante litteram tra le potenze regionali, allo scopo di mantenere lo status quo e impedire la rinascita di una potenza egemone quale l'Assiria che era stata appena abbattuta (614 a.C. - 609 a.C.). Tale politica assegnava, in pratica, delle "aree d'influenza" alle seguenti potenze: Media (espansione verso l'India e il Pamir), l'Egitto (espansione verso la Nubia e la Libia), Babilonia (espansione verso l'Arabia), Sparta (espansione verso la Grecia e i Balcani), la Lidia (espansione verso il Caucaso e la Crimea). Ciro, appoggiandosi ora a una, ora all'altra potenza regionale, riuscì a sottometterle tutte, una alla volta.

### La ribellione di Ciro e la vittoria sui Medi
La ribellione tanto sobillata da Nabonedo alla fine avvenne. La fonte storica principale è il testo in accadico di Sippar, noto come "Cronaca di Nabonedo". Mentre Nabonedo invadeva i territori dei Medi che i Babilonesi reclamavano da tempo, in Siria e nel Kurdistan (regione settentrionale dell'odierno Iraq, comprendente la regione storica dell'Assiria), Ciro, salito al trono persiano nel 559 a.C., maltollerando la sudditanza al regno dei Medi, insorse nel luglio del 553 a.C. mentre il grosso dell'esercito dei Medi - stando alle fonti babilonesi elencate nel cilindro di Abū Ḥabbah di Nabonide stavano assediando la città babilonese di Harran. Astiage, forse sottovalutando il pericolo rappresentato da Ciro, marciò a tappe forzate verso Susa, capitale dell'Elam con una minima parte dell'esercito, avendo lasciato il grosso delle truppe ad affrontare i babilonesi. Ciro si scontrò con i Medi sei mesi dopo l'insurrezione, quindi a gennaio del 552 a.C. vincendo presso la città di Hyrba, una località tuttora sconosciuta al confine tra Media e Ansan, nell'attuale regione del Kuzistan iraniano, forse nei pressi di Nehavend o, forse Javarsian (in quest'area, tra l'altro, si combatté anche la decisiva battaglia che vedrà gli Arabi sottomettere i Sasanidi nel 642 d.C.). La Battaglia di Hyrba fu la prima di tre vittorie che Ciro riportò sui Medi e fu decisa dal fatto che le truppe persiane erano superiori di numero rispetto alle truppe dei Medi. Il secondo scontro avvenne alla "Collina di Pasargade", nella primavera del 552 a.C. e fu una nuova sconfitta per i Medi, nonostante questa volta fossero in superiorità numerica. Anche la Battaglia della Collina di Pasargade fu una sconfitta decisiva per i Medi. La località dello scontro non è stata finora identificata, sebbene i testi accadici dicono che essa si trovi poco a nord della capitale achemenide Pasargade, forse presso l'odierna Qaderabad. E solo con la terza battaglia presso la capitale dei Medi, Ecbatana (attuale città iraniana di Hamadan), che Ciro ebbe la meglio su Astiage. Infatti, con la defezione del generale dell'esercito dei Medi, Arpago, sconfitto nelle due precedenti battaglie, cui fece seguito la ribellione delle truppe dell'intero esercito dei Medi, gli fu consegnato lo stesso Astiage. Ciro poté così raggiungere Ecbatana, capitale della Media, che fu saccheggiata. La Media divenne così dipendente dalla Persia ma la vecchia classe dirigente rimase accanto a quella persiana. Vi fu così una fusione fra i vincitori e i vinti e le stesse strutture territoriali dei Medi, tra cui la divisione del territorio in satrapie, furono mantenute.

## Le conquiste di Ciro

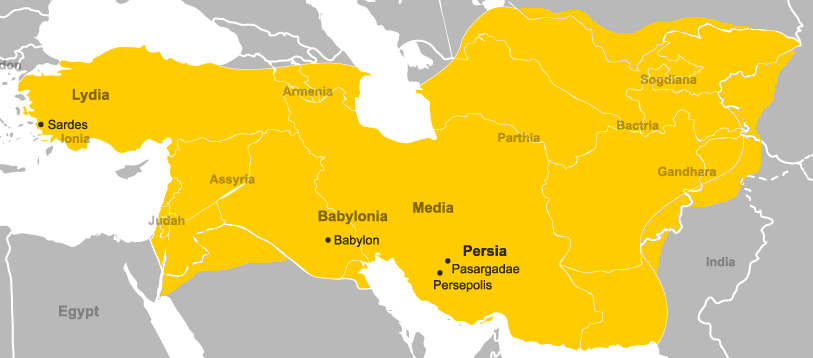
L'impero achemenide all'epoca di Ciro II

Con la conquista della Media, Ciro assumeva il titolo di "re dei re" e poteva avanzare rivendicazioni territoriali in tutto il Medio Oriente. Voltate così le spalle a Nabonedo, Ciro si rese conto che per la sopravvivenza economica dell'Impero Persiano era necessario il possesso di terre quali la Mesopotamia, la Siria, la Cappadocia, nonché un accesso al mare.

### La conquista della Lidia
Dopo che Ciro sottomise i Medi nella primavera del 550 a.C., il re della Lidia, Creso, imparentato con il deposto re dei Medi, propugnò una campagna comune contro Ciro da parte delle nazioni dell'alleanza creata in precedenza dal re medo Ciassare.

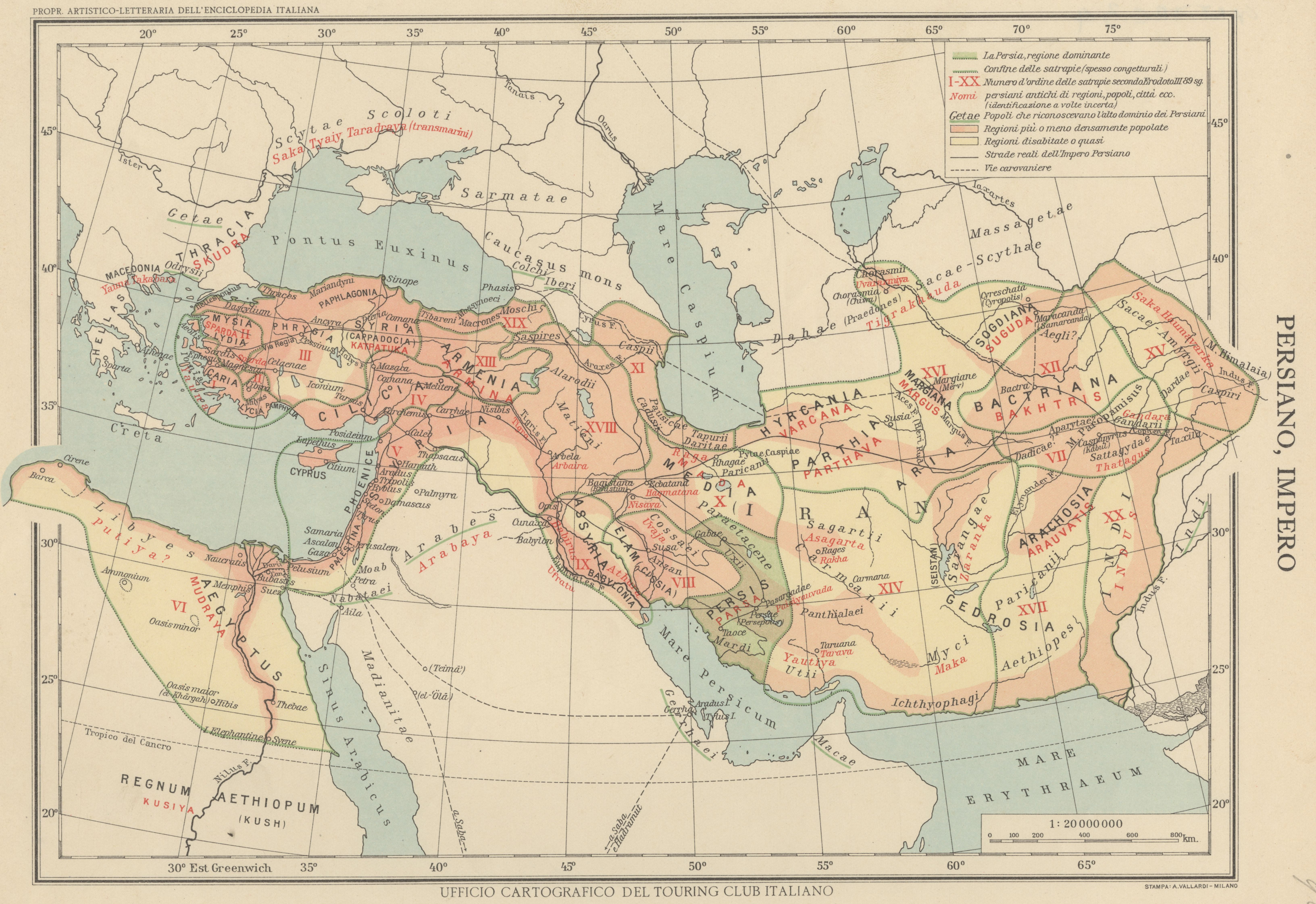
Mappa dell'impero persiano fra il 550 e il 331 a.C.

Ciro, ben conscio di non potere vincere contemporaneamente contro tutti gli avversari, promise all'Egitto la restituzione della terra di Israele e a Babilonia la restituzione dell'Assiria (attuale Iraq settentrionale). Ritiratisi Egitto e Babilonia dalla coalizione, rimaneva unicamente la Lidia cui si era unito un forte contingente spartano. Sparta aveva armato una flotta che non venne inviata solamente perché, nel frattempo, Ciro aveva preso la capitale dei Lidi, Sardi, come narra Erodoto, aggirandola tramite un sentiero nascosto nella vegetazione. Come risposta, Ciro penetrò in Alta Mesopotamia (l'Alta Mesopotamia era un territorio controllato dai Lidi, mentre la Bassa Mesopotamia era un territorio soggetto a Babilonia) e, approfittando dell'impossibilità di intervenire da parte dei Babilonesi, sottomise la Cilicia, la Cappadocia (che fu la prima regione del Regno di Lidia a essere invasa) e l'Armenia. Lo scontro con i Lidi avvenne nel settembre del 547 a.C., con la battaglia di Pteria, una roccaforte persiana sita presso il fiume Halys, confine naturale tra Media e Lidia. Lo scontro si risolse in uno stallo. In seguito al combattimento, Creso preferì ritirarsi e chiudersi a Sardi, capitale della Lidia, per raccogliere le forze. Il re dei re non diede tuttavia tregua al nemico: Ciro marciò su Sardi e la espugnò, dopo sedici giorni di assedio (ottobre 547 a.C.). Nella primavera del 546 tutte le roccaforti della Lidia e le città greche sul Mar Egeo capitolarono. Il re persiano fece della Lidia due satrapie (Sardis e Daskvilion) e Creso, dopo essere scampato alla pira fatta innalzare da Ciro grazie a una fortuita tempesta che fece spegnere il fuoco, divenne consigliere dello stesso Ciro e poi del figlio Cambise.
Negli ultimi decenni la storiografia tradizionale di questo periodo, basata quasi esclusivamente sul piuttosto fantasioso Erodoto, è stata sottoposta a critiche e revisioni, basate su una rilettura più accurata delle fonti neo-babilonesi. Questi studi tendono a posporre di alcuni anni la conquista della Lidia e ad attribuire al 547 la conquista di Urartu, un regno nel nord dell'Anatolia, probabilmente vassallo dei Medi.

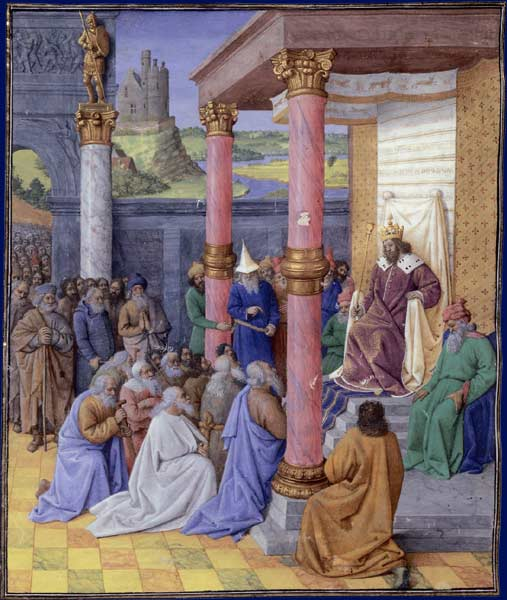
Ciro II e gli ebrei

### La conquista delle regioni orientali
Terminata l'annessione della Lidia e della Frigia, due regioni appartenenti all'attuale Turchia, anche per non allarmare i regni che si stavano coalizzando contro di lui, Ciro volse lo sguardo a oriente e sottomise i territori degli attuali Afghanistan e Pakistan. Fra il 545 a.C. e il 539 A.C., intraprese la sua azione contro le popolazioni dell'Iran orientale, conquistando la Drangiana. Passò quindi a sottomettere l'Aracosia (attuale Afghanistan centro-occidentale), la Partia (attuale Iran nord orientale), la Proftasia (attuale Afghanistan centrale), la Sogdiana attuali Uzbekistan, Tagikistan e Kirghizistan, la Corasmia (regione compresa anticamente attorno al basso corso dell'Amu Darya fino al lago di Aral, nella regione dell'odierno Turkestan occidentale), la Battriana (regione oggigiorno divisa tra Afghanistan nordorientale e Turkmenistan centromeridionale) ed estese le frontiere orientali sino ai fiumi Oxus (attuale Amu Darya) e allo Iaxarte (attuale Syr Daria), dove creò un'estesa rete confinaria di fortezze su picchi montani difficilmente espugnabili, la più potente delle quali era Ciropoli (Kyropolis, attuale città tagika di Chodzent).

### La conquista di Babilonia
Il continuo indebolimento di Babilonia era evidente e significativo. Con le vie terrestri in mano ai Persiani, il commercio delle spezie e della seta dall'India e dalla Cina erano passate sotto il controllo di Ciro. A Babilonia, l'inflazione arrivò anche al 400% e si segnalarono diversi casi di carestia. Il regno di Babilonia, un tempo prospero, si trovava ora isolato e piegato dalle tensioni interne tra la casta sacerdotale e il sovrano. Il re babilonese, poi, era impegnato a sottomettere l'Arabia per potere aprire il commercio delle spezie con l'odierno Yemen, quando Ciro si volse contro Babilonia. Le operazioni belliche iniziarono già tra il novembre del 540 a.C. e il febbraio del 539 a.C. con una serie di scontri inconcludenti sui Monti Zagros e sull'alto corso dei fiumi Tigri ed Eufrate. Infatti, dopo avere sottomesso le popolazioni che abitavano la parte orientale degli altopiani iranici, Ciro pensò di approfittare della situazione e, utilizzando come pretesto l'alleanza tra Babilonia e la Lidia, nel 539 a.C. attaccò il Regno di Babilonia. Corrotto Gobrias, il governatore babilonese del territorio di Gutium (attuale Kurdistan), l'esercito persiano invase il territorio caldeo penetrando tra i due fiumi della Mesopotamia, tenendo l'Eufrate a riparo dell'armata sulla destra e il Tigri sulla sinistra. Vinti i Babilonesi presso Òpis, circa 120 km a nord di Babilonia e a 30 km a nord dell'attuale Baghdad, sulle rive del Tigri, Ciro occupò la città senza combattere la notte tra il 5 e il 6 ottobre 539 a.C., dopo avere deviato il corso dell'Eufrate e si dichiarò successore di Nabonedo per volere del dio Marduk. Per ottenere il consenso della popolazione babilonese fece rimanere al potere la vecchia classe dirigente e promise di rispettare le credenze religiose di tutti, Babilonesi compresi.
Con la conquista di Babilonia, solo l'Egitto resisteva alla potenza persiana. Infatti, anche le città fenicie, parte del regno di Babilonia, facevano ora parte dell'organismo politico persiano. In tal modo i Fenici entrarono a fare parte di un impero universale con grande vantaggio per i commerci. I preparativi di guerra contro l'Egitto e Sparta furono iniziati, ma la morte di Ciro li farà aggiornare ai suoi successori: gli Egizi furono sconfitti nel maggio 525 a.C. prima sul Torrente d'Egitto (odierno El Arish, un fiume del Sinai che segnava il confine tra Egitto e Israele), poi a Pelusio, non lontano dal delta del Nilo. La Grecia, nonostante l'invio di spie da parte del re Dario I anche in Magna Grecia, non sarà mai conquistata.

### Gli ultimi anni di Ciro

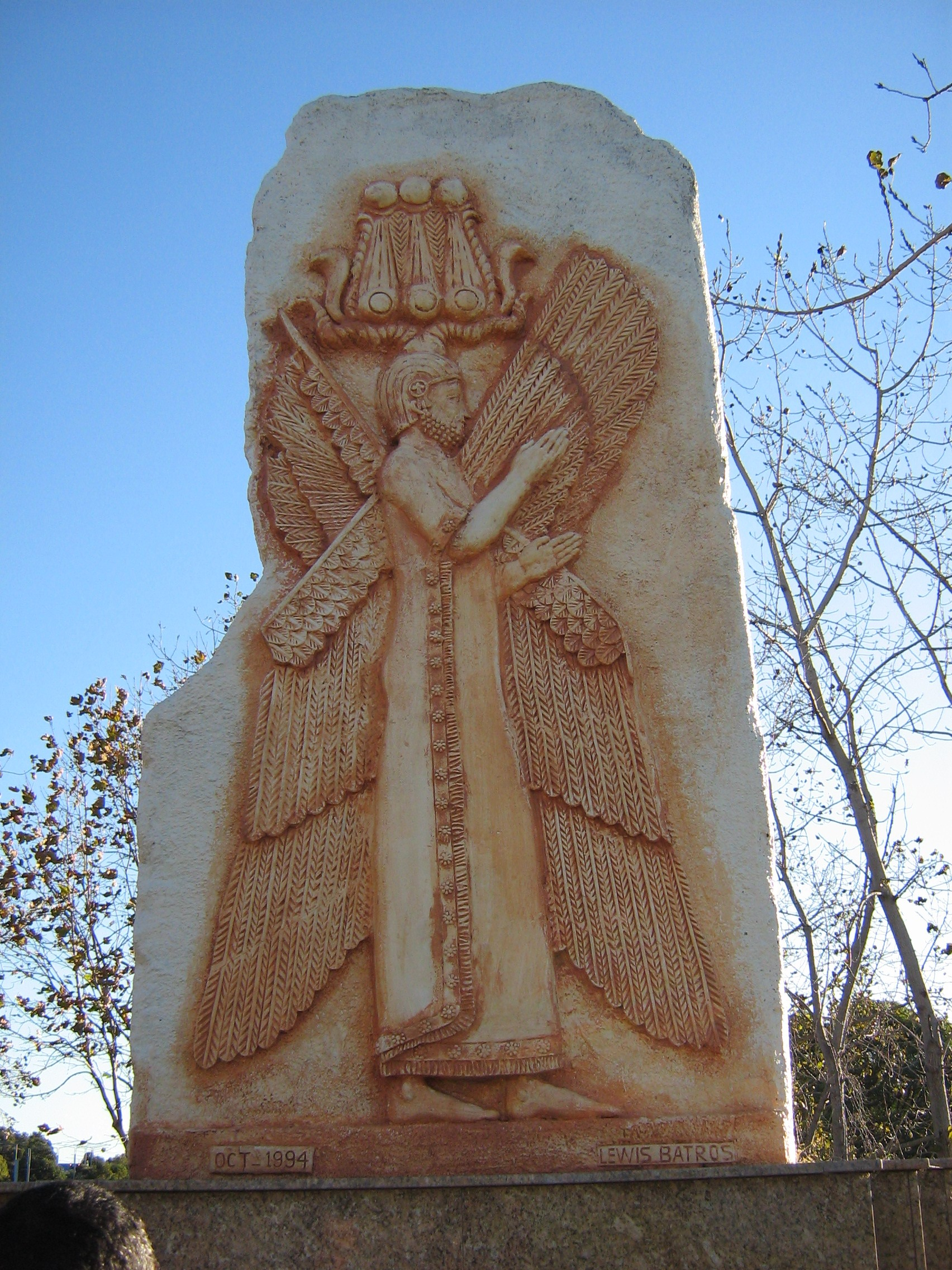
Rilievo di Ciro il Grande nel Parco Olimpico in Australia

In seguito alla conquista di Babilonia, Ciro rientrava in Iran come Re dell'Universo, cioè come titolare di tutti i titoli reali della Mesopotamia e dell'Asia Minore. Ciro era re di Sumer, di Akkad, degli Hittiti, degli Assiri e dei Medi, oltre che dei Persiani. Non riuscì però a realizzare la trasformazione politica dello Stato persiano che aveva in mente. Difatti, quando nel 530 morì combattendo le tribù dell'Asia centrale (Massageti) che minacciavano le satrapie orientali, il suo progetto non era ancora concluso.

## Diritti umani
Ciro diede fine alla cattività babilonese e permise agli Ebrei di fare ritorno nella loro patria. Per la Bibbia (per esempio Isaia 45, 1-7) Ciro il Grande fu nientemeno che "l'unto del Signore”, cioè il “consacrato”, secondo il quale è lui il prescelto dal Signore per compiere una missione quanto mai difficile e importante: liberare il popolo di Israele, permettendogli così di tornare in patria e di ricostruire il Tempio di Gerusalemme, distrutto nel 586 avanti Cristo, pochi anni dopo la nascita dell'imperatore persiano.
Ciro è anche riconosciuto per i suoi successi in materia di diritti umani, politica e strategia militare, così come per la sua influenza sulle civiltà sia orientali che occidentali.
Ciro ha svolto un ruolo cruciale nella definizione dell'identità nazionale dell'Iran moderno. Rimane una figura di culto tra gli iraniani e la sua tomba che funge da luogo di venerazione per milioni di persone.
Nel 539 a.C., gli eserciti di Ciro il Grande, primo re dell'antica Persia, conquistarono la città di Babilonia. Ma fu la sua azione successiva a segnare veramente un passo importante per l'Uomo. Liberò gli schiavi, dichiarò che ognuno aveva il diritto di scegliere la propria religione e stabilì l'uguaglianza tra le razze. Questi e altri decreti furono incisi su un cilindro di argilla cotta, in lingua accadica, con la scrittura cuneiforme.
A partire dagli anni '70 il cilindro di Ciro è stato descritto come la prima carta dei diritti umani nella storia dell'umanità, "anticipando la Magna Carta di più di un millennio".
Alcuni passaggi del testo sono stati interpretati come espressione del rispetto di Ciro per l'umanità, e come promozione di una forma di tolleranza religiosa e di libertà. Secondo questa interpretazione, le generose politiche di Ciro, come il sostegno per la libertà delle religioni locali e la repressione della tirannia, gli fecero ottenere il sostegno dei suoi sudditi.